# Jean Poquelin
Cet article possède un paronyme, voir Jean Coquelin.
Ne doit pas être confondu avec Jean-Baptiste Poquelin, dit Molière.
Jean Baptiste Poquelin (ou Pocquelin) est un ecclésiastique français du XVIIe siècle, mort le 28 février 1704 à Assé-le-Bérenger, est le cousin germain de Molière.

## Biographie

### Origine
Jean Poquelin avait, dit-on, été marchand avant d'entrer dans la cléricature. Il était le dernier des enfants de Louis Poquelin et Marie Lempereur.  
```
├──> Jean Poquelin
│    X Marie Cressé
│    │
│    └──> Jean-Baptiste Poquelin, 
Molière

│         Jean Poquelin son petit frère, ils ont 2 ans d'écart
 X Anne Gaude leur sœur
│ 
├──> Louis Poquelin
│    Marie Lempereur
│    │
│    └──> Jean Poquelin
│    └──> Nicolas Poquelin
```

Son frère, dans l'acte où il lui résigna son canonicat, le dit prêtre du diocèse de Rouen ; lui, se donne comme du diocèse de Paris dans l'acte antérieur de collation de la cure d'Assé-le-Béranger. Jean Pocquelin signe seulement de Bellisle dans les premières années de son ministère.
Il fut pourvu de la cure d'Assé-le-Béranger, par décès de M. Antoine d'Avoust, prêtre, qui était aussi du diocèse de Paris.

### Curé d'Assé-le-Béranger
Il ne vint pas en personne prendre possession et donna à cet effet une procuration, datée de Louviers (?), à Barthélemy Nouard. Barthélémy Nouard qui fut toute sa vie vicaire de la paroisse, et qui survécut encore au nouveau curé, prit possession en son nom le 23 mars 1679. Le premier acte rédigé et signé par Jean Pocquelin de Bellisle est de l'année suivante, 1er mai 1680 plus d'un an après l'installation . Depuis lors, le curé d'Assé-le-Béranger observa la résidence. Il fut curé pendant 25 ans et signa sur les registres paroissiaux "de Bellisle curé d'Assé". Cinq fois, le Doyen du Chapitre ou son délégué vint visiter la paroisse et toutes choses furent toujours trouvées « dans la décence convenable ». M. Pocquelin reçut lui-même quelquefois commission pour remplacer le Doyen du Chapitre dans la visite des cures soumises à sa juridiction. C'est, pour l'abbé Angot, une preuve de son mérite, de la confiance de ses supérieurs et de la considération dont il jouissait auprès de ses confrères. Il fut entièrement étranger au projet de son frère pour la résignation du canonicat de Saint-Julien, et il laissa les divers bénéfices qu'on voulait lui céder aller à d’autres, sans poursuivre comme il aurait pu le faire en imitant de nombreux exemples, et peut-être avec chance de succès. 
Il devait succéder à Nicolas Poquelin, son frère, dans un canonicat du Mans, mais la résignation trop tardive du mourant fut sans effet, et Jean Poquelin dut rester dans sa cure d'Assé-le-Bérenger.

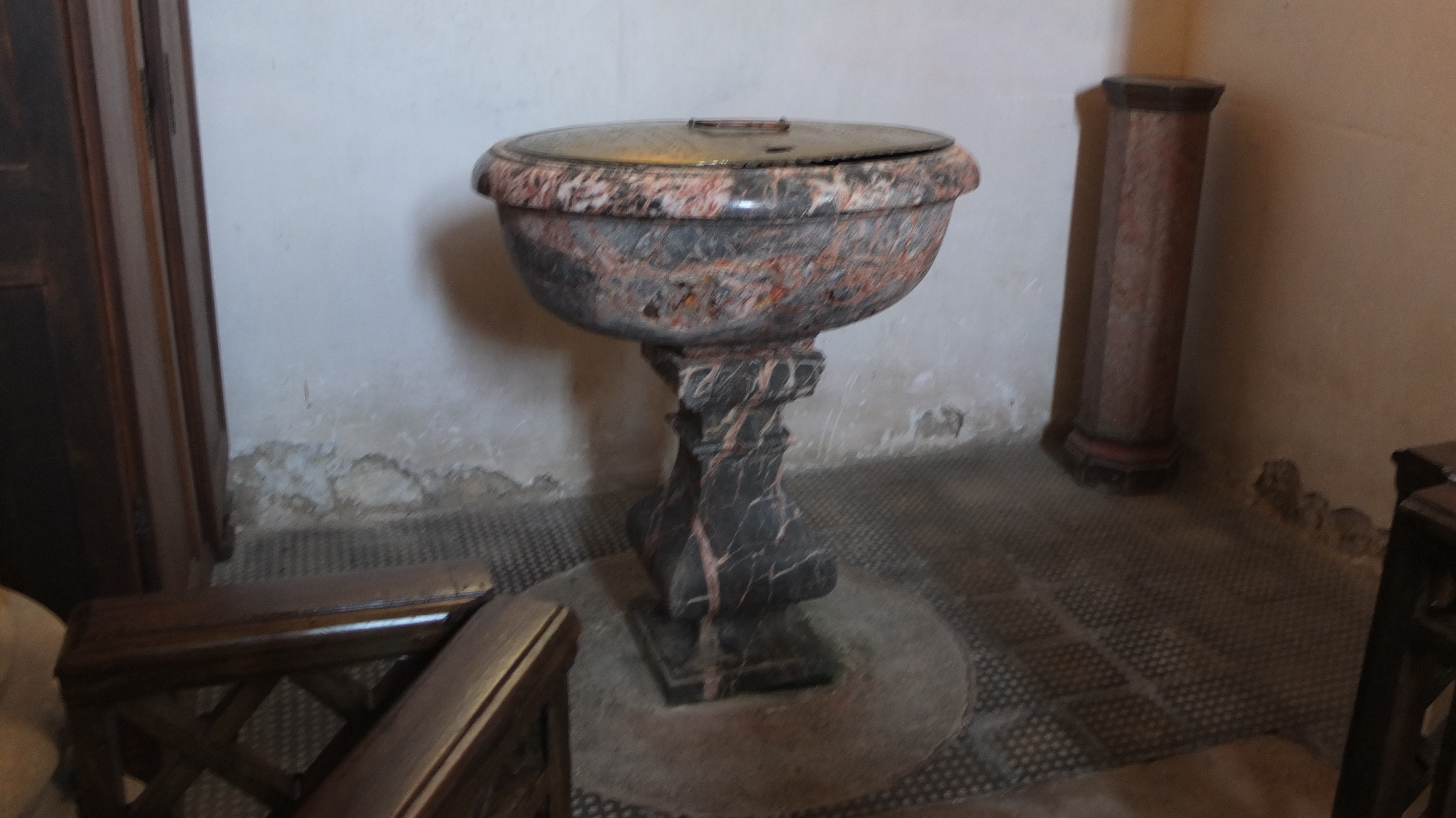
fonts baptismaux de l'église d'Assé-le -Bérenger offerts par Jean Pocquelin en 1701

Il s'occupa avec zèle du bien spirituel de sa paroisse, remit de l'ordre dans l'administration temporelle et décora son église. On refit de son temps « la menuiserie et les sculptures » de plusieurs autels. Les fonts baptismaux sont dus à sa générosité. Réinstallés dans la nouvelle église d'Assé-le-Béranger en 1882, ils n'en déparent pas la beauté et resteront comme un souvenir authentique et précieux du ministère soigneux de ce pasteur. Ces fonts représentent une cuve en marbre du pays posée sur un pied de semblable matière, d'un dessin correct et simple 

### Armoiries

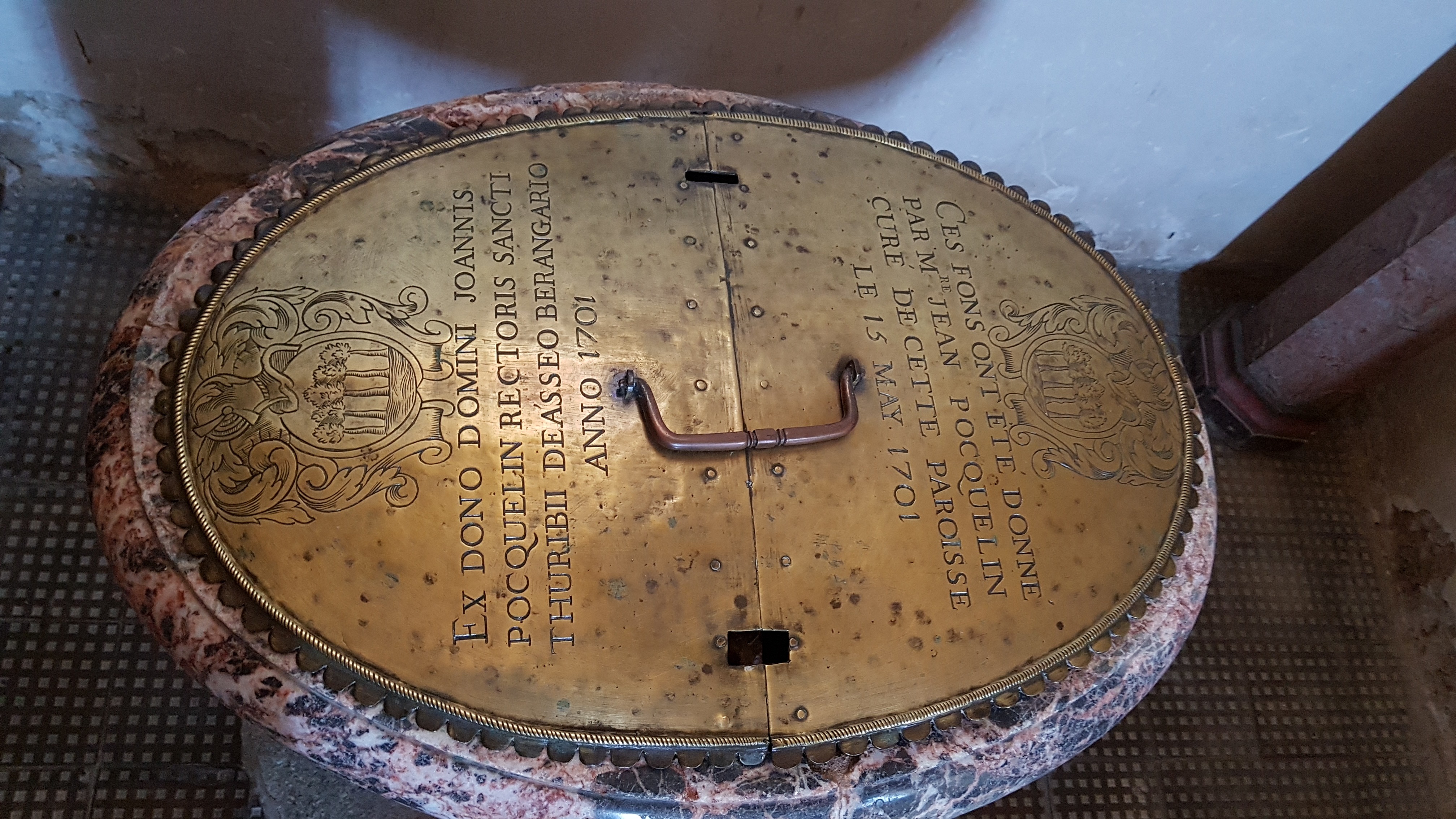
armoiries de la famille Pocquelin sur fonts baptismaux de l'église d'Assé-le Bérenger

Les armoiries du curé, qui sont celles de la famille, sont reproduites deux fois symétriquement à côté de la double inscription. Elles sont bien telles que les décrit l'auteur de l'histoire généalogique de la Famille de Molière, mais elles ont ici l'avantage de nous donner un dessin véritable et non de fantaisie comme celui qui est en tête de l'ouvrage imprimé : cinq chênes sur un terrain . 

### Chapelles
Outre la cure d'Assé-le-Béranger, Jean Pocquelin jouissait de deux petites chapelles ; l'une de Notre-Dame dans l'église du Grez ; l'autre dite de la Bourelle en l'église paroissiale d'Évron. Il fut pourvu de cette dernière en cour de Rome, et donna une procuration datée du Mans à Me Barthélemy Nouard, son vicaire, qui prit possession en son nom le 15 novembre 1674.

### Décès
« le vingt-huitieme jour de février 1704, vénérable et discret maître Jean Pocquelin, prêtre, curé dudit Assé, est décédé, dont le corps a esté inhumé dans l'église dudit lieu par vénérable et discret maître René Fouqué, curé et doyen d'Evron. (Signé) Nouard,. » 
Ce fut un bon prêtre. Il ne s'ingéra point de se donner un successeur par une résignation in extremis, et fut remplacé dans sa cure par Michel Buat, l'un des confrères de Saint-Michel du Cloître.

## Source
- Abbé Angot, Les Pocquelin ecclésiastiques dans le Maine, extrait de la Revue historique et archéologique du Maine, Mamers, G.Fleury et A. Dangin, 1887, 22 p.  ;
- « Pocquelin (Jean) », dans Alphonse-Victor Angot et Ferdinand Gaugain, Dictionnaire historique, topographique et biographique de la Mayenne, Laval, A. Goupil, 1900-1910 [détail des éditions] (BNF 34106789, présentation en ligne), t. III, p. 302.